# Пышнов, Алексей Михайлович
Алексей Михайлович Пышнов (9 июня 1877, Таврическая губерния — 4 мая 1915, Золотковичи) — русский офицер, подполковник (1915), участник русско-японской войны, участник Первой мировой войны. Обладатель Золотого оружия «За храбрость» (1915) и Георгиевский кавалер (1915) посмертно.

## Биография

### Происхождение
Родился 10 сентября 1881 года в семье потомственного дворянина Таврической губернии контр-адмирала Михаила Яковлевича Пышнова (12.07.1841 — 02.11.1912) и Ольги Алексеевны Пышновой. Православного вероисповедания. Имел шесть братьев и пять сестёр. Братья морские офицеры:
- Александр (27.08.1873-1924) контр-адмирал, командир крейсера «Рюрик», Георгиевский кавалер,
- Яков (17.07.1879-01.1942), старший лейтенант, гидрограф, умер в блокаду Ленинграда,
- Борис (10.09.1881 — 3.01.1953), капитан 1-го ранга, в эмиграции,
- Василий (15.01.1884 — 15.12.1917), капитан 2-го ранга, командир эскадренного миноносца «Гаджибей», казнён во время красного террора в Севастополе,
- Михаил (?-1910) - капитан Агентства Добровольного флота,
- Дмитрий (26.08.1887 — 25.02.1916), командир эсминца «Лейтенант Пущин», Георгиевский кавалер посмертно.

Закончил Севастопольское Константиновское реальное училище.

### Служба
Закончил Одесское пехотное юнкерское училище в 1900 году по 1-му разряду. Выпущен подпрапорщиком в 50-й пехотный Белостокский полк в Севастополе. Произведен в подпоручики в тот же полк (ВП 17.10.1900, со старшинством 01.09.1900). Поручик (ВП 20.10.1904, со старшинством 01.09.1904; за выслугу лет).
Участник русско-японской войны 1904—1905 годов, после её начала был переведен во вновь сформированный 205-й пехотный Измаильский полк (ВП 12.11.1904), а из него — в 1-й Восточно-Сибирский стрелковый Его Величества полк (ВП 01.06.1905). После войны снова переведен в 205-й пехотный Измаильский полк (ВП 10.02.1906), затем — в 50-й пехотный Белостокский полк (ВП 29.04.1906), где служил затем до самой гибели. Штабс-капитан (ВП 20.10.1908, со ст. с 01.09.1908; за выслугу лет). К 1914-му — в том же чине и полку, начальник пулемётной команды полка.

### Первая мировая война
Участник Первой мировой войны с августа 1914 года на Юго-Западном фронте в рядах 50-го пехотного Белостокского полка. Капитан (ВП 19.10.1914, со ст. с 01.09.1912; за выслугу лет). Командующий 3-м батальоном полка (1914—1915). Ранен и остался в строю в бою 16.12.1914. За отличия в делах против неприятеля произведен в подполковники (ВП 05.07.1915, со ст. с 04.04.1915) и награждён Георгиевским оружием (Приказом по 8-й армии; утверждено ВП 10.11.1915) и орденом Св. Георгия 4-й ст. (Приказом по 8-й армии 1915 г.; утверждено ВП 17.10.1915).
Убит в бою 4 мая 1915 года у деревни Златковице в Галиции (ныне Золотковичи, Шегининской сельской общины Яворовского района Львовской области, Украина). Похоронен на родине на Севастопольском городском кладбище. Могила не сохранилась.

### Подвиг
Высочайшим приказом 10.11.1915 года утверждается пожалование Георгиевского оружия подполковнику 50-го Белостокского полка Алексею Пышнову «за то, что в бою 27-го Ноября 1914 года у с. Красна, командуя батальоном с 4-мя пулемётами, повел наступление на высоту „Кобыла“, имевшую весьма важное тактическое значение, и взял эту укрепленную высоту, захватив 2 пулемёта, 12 офицеров (в том числе командира 25-го ландверного полка) и 1000 нижних чинов в плен».
Высочайшим приказом 17.10.1915 года утверждается пожалование Орденом Св. Великомученика и Победоносца Георгия 4-й степени подполковника 50-го Белостокского полка Алексея Пышнова «за то, что 3-го Мая 1915 года, в бою у д. Гусаков, когда фронт полка был прорван превосходными силами противника и посланные из резерва 2 батальона, потеряв более половины своего состава, остановились, он, командуя 3-м батальоном, выдвинулся из д. Мочерады, остановил наступление австрийцев, выбил их из окопов и снова занял их».

## Награды[2]
- орден Св. Анны 4-й ст. с надписью «за храбрость» (утверждено ВП 21.01.1907);
- орден Св. Станислава 3-й ст.;
- орден Св. Анны 3-й ст. (ВП 03.02.1914, с 06.12.1913);
- орден Св. Станислава 2-й ст. с мечами (ВП 04.02.1915);
- мечи и бант к имеющемуся ордену Св. Анны 3-й ст. (ВП 04.02.1915);
- орден Св. Владимира 4-й ст. с мечами и бантом (ВП 15.05.1915);
- Георгиевское оружие (Приказом по 8-й армии; утверждено ВП 10.11.1915)[1];
- орден Св. Великомученика и Победоносца Георгия 4-й ст. (Приказом по 8-й армии 1915 г.; утверждено ВП 17.10.1915)[1];
- мечи и бант к имеющемуся ордену Св. Станислава 3-й ст.

## Семья
- Жена — Мария Филипповна, православная, уроженка Новгородской губернии.

Сыновья: Георгий (16.09.1910), Алексей (22.11.1911), Дмитрий (11.02.1913).